# 佐藤信長
佐藤 信長（さとう のぶなが、1970年〈昭和45年〉7月29日 - ）は、日本の元プロバスケットボール選手、指導者。東京都東久留米市出身。現役時代のポジションはポイントガード。パナソニックトライアンズなどに所属していた。

## 来歴
中学で能代に移りバスケを始める。能代工業高校でウィンターカップ連覇を経験。
その後明治大学を経て、1993年に住友金属に入社。
1998年にバスケ部が休部となったため、アイシン精機へ移籍。スーパーリーグやオールジャパンの優勝に貢献する。
2005年、スーパーリーグに新規参入となる福岡レッドファルコンズへ移籍するが、シーズン半ばで解散したため松下電器へ移籍した。
2008年3月、現役を引退し、同年4月、母校である能代工業高校の監督になる。2015年3月、秋田県教員を退職し、能代工業監督を退任する。
同年より当時TKbjリーグ所属の青森ワッツのヘッドコーチに就任。2015-16シーズンはイースタンカンファレンス8位でプレイオフに進出した。Bリーグが発足した翌シーズン以降も青森でヘッドコーチを務めた。2017-18シーズン途中の2月26日に退任。
ノンフィクション作品『ファイブ』の主要登場人物の一人である。

## 経歴
プレイヤー
- 能代工業 - 明治大学 - 住友金属(1993年〜1998年) - アイシン精機(1998年〜2005年) - 福岡レッドファルコンズ(2005年〜2006年) - 松下電器(2006年〜2008年)

監督
- 能代工業（2008年〜2015年）
- 青森ワッツ（2015年〜2018年）

## 監督記録
| チーム | シーズン | G  | W  | L  | W–L% | シーズン結果 | PG | PW | PL | PW–L% | 最終結果 |
| ------ | -------- | -- | -- | -- | ---- | ------------ | -- | -- | -- | ----- | -------- |
| 青森   | 2015-16  | 52 | 23 | 29 | .442 | Bj東8位      | 2  | 0  | 2  | .000  | 初戦敗退 |
| 青森   | 2016-17  | 60 | 29 | 31 | .483 | B2東4位      | -  | -  | -  | –     |          |
| 青森   | 2017-18  | 38 | 9  | 29 | .237 | 途中解雇     | -  | -  | -  | –     |          |

## 参照
1. ↑  “能代工・佐藤監督が退任　後任は未定　バスケット” (2015年3月25日). 2015年3月26日閲覧。
2. ↑  “【チーム】青森ワッツ2015-2016シーズン ヘッドコーチ契約締結のお知らせ” (2015年6月17日). 2015年6月17日閲覧。
3. ↑  9勝29敗の青森ワッツ、2015年から指揮を執った佐藤信長HCが退任